# Mineirão
Mineirão, officiellement Estádio Governador Magalhães Pinto (Stade du Gouverneur Magalhães Pinto), est un stade de football situé à Belo Horizonte, dans l'État du Minas Gerais, au Brésil. Il fut inauguré le 5 septembre 1965.
Les clubs y résidant sont Cruzeiro et autrefois l'Atlético Mineiro. Le stade, qui appartient à l'État du Minas Gerais, a actuellement une capacité de 66 658 places mais l'affluence record est de 132 834 spectateurs (entrée libre pour les femmes et les enfants) lors d'une rencontre entre Cruzeiro Esporte Clube et Villa Nova Atlético Clube (victoire de Cruzeiro sur le score de 1 à 0), le 22 juin 1997.

## Histoire
Le 25 février 1960, le gouvernement et l'Université fédérale du Minas Gerais s’accordèrent pour la construction du stade dans le secteur de Pampulha.
Le Mineirão a été planifié par Eduardo Mendes Guimarães Júnior et Caspar Garreto, deux architectes. Le projet structurel a été entrepris par l'ingénieur Arthur Eugênio Jermann. Le chantier a été dirigé par l'ingénieur Gil Cesar Moreira de Abreu. De 1963 à la date de son inauguration, le 5 septembre 1965, environ cinq mille personnes ont participé à la construction.
Les festivités marquant l'ouverture du stade ont inclus des sauts en parachute, de la musique, et un match de football. Les événements ont été suivis par 73 201 personnes. La première rencontre au Mineirão a été jouée entre une sélection du Minas Gerais et le CA River Plate.

### Rénovation
Le stade été rénové à l'occasion de la Coupe du monde de football 2014 organisée par le Brésil. C'est dans ce stade que l'équipe nationale est éliminée en demi-finale par l'Allemagne sur le score sévère de 7 à 1. Il s'agit de la plus lourde défaite subie par une nation hôte de la compétition.

## Événements
- Coupe intercontinentale 1976, 21 décembre 1976
- Coupe des confédérations 2013
- Coupe du monde de football de 2014
- Football aux Jeux olympiques d'été de 2016
- Copa América 2019

## Galerie

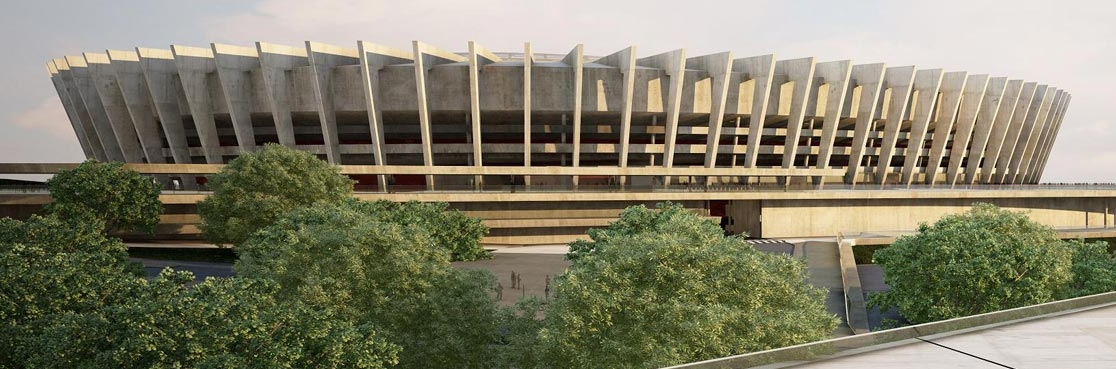
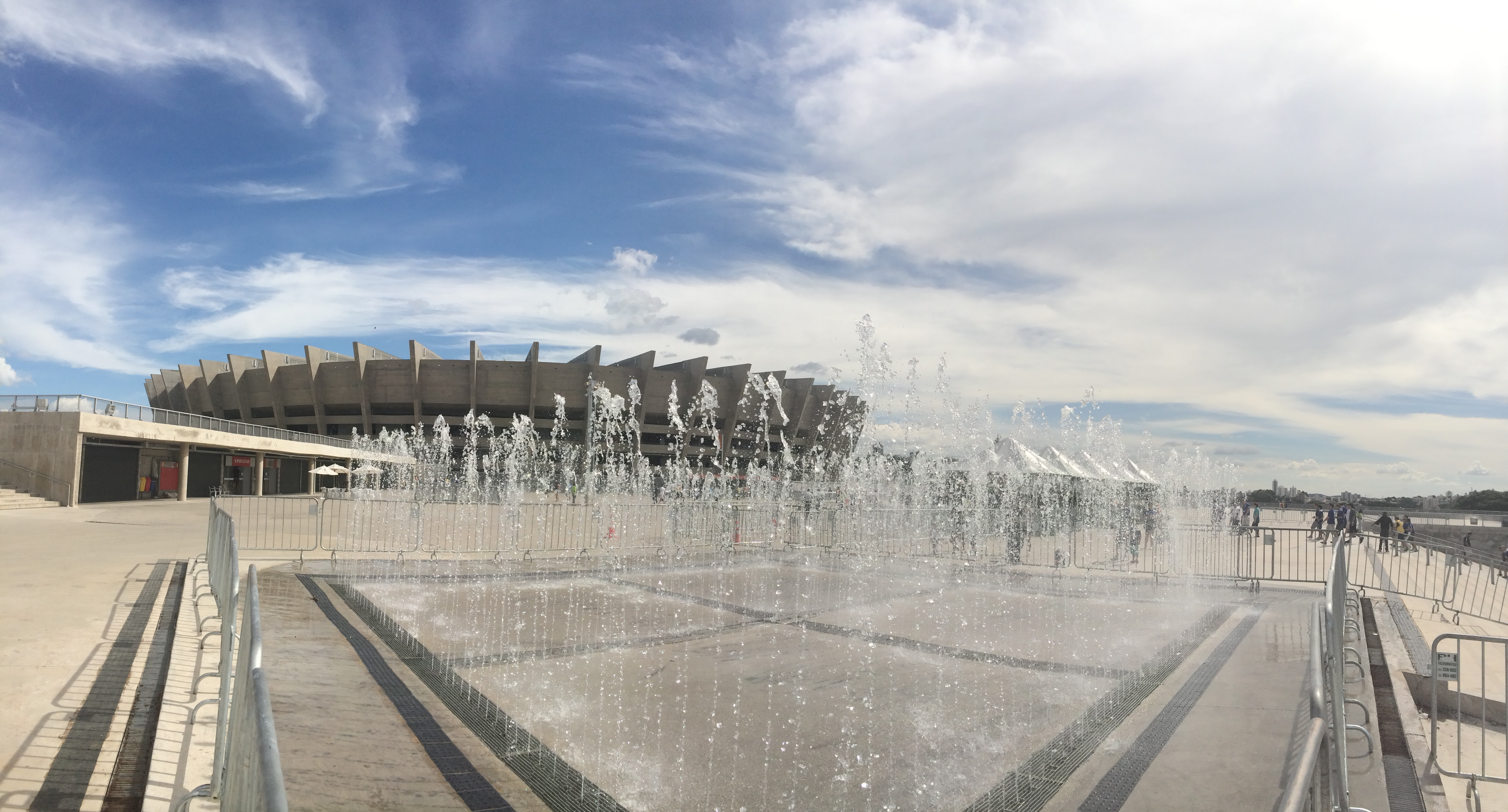
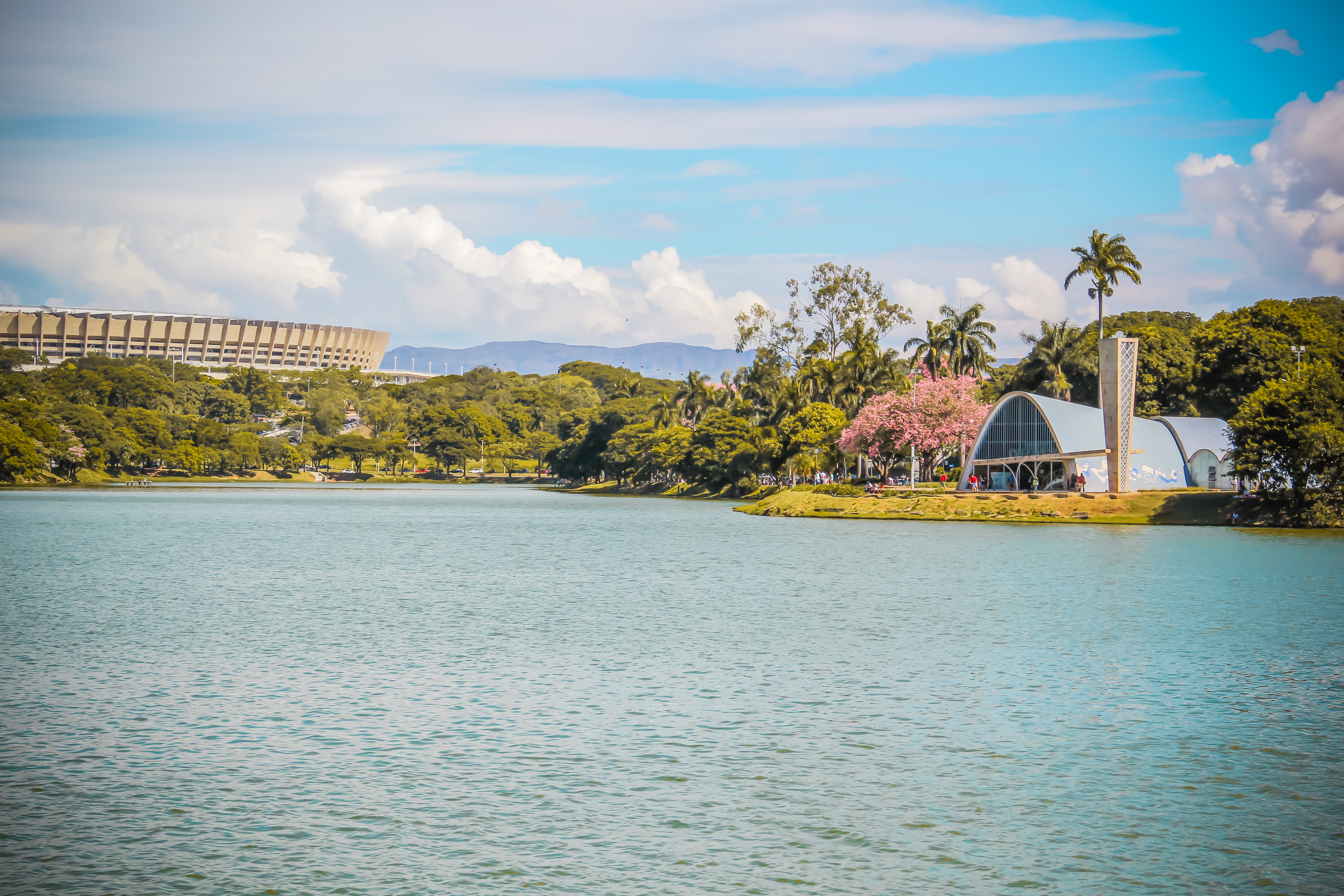
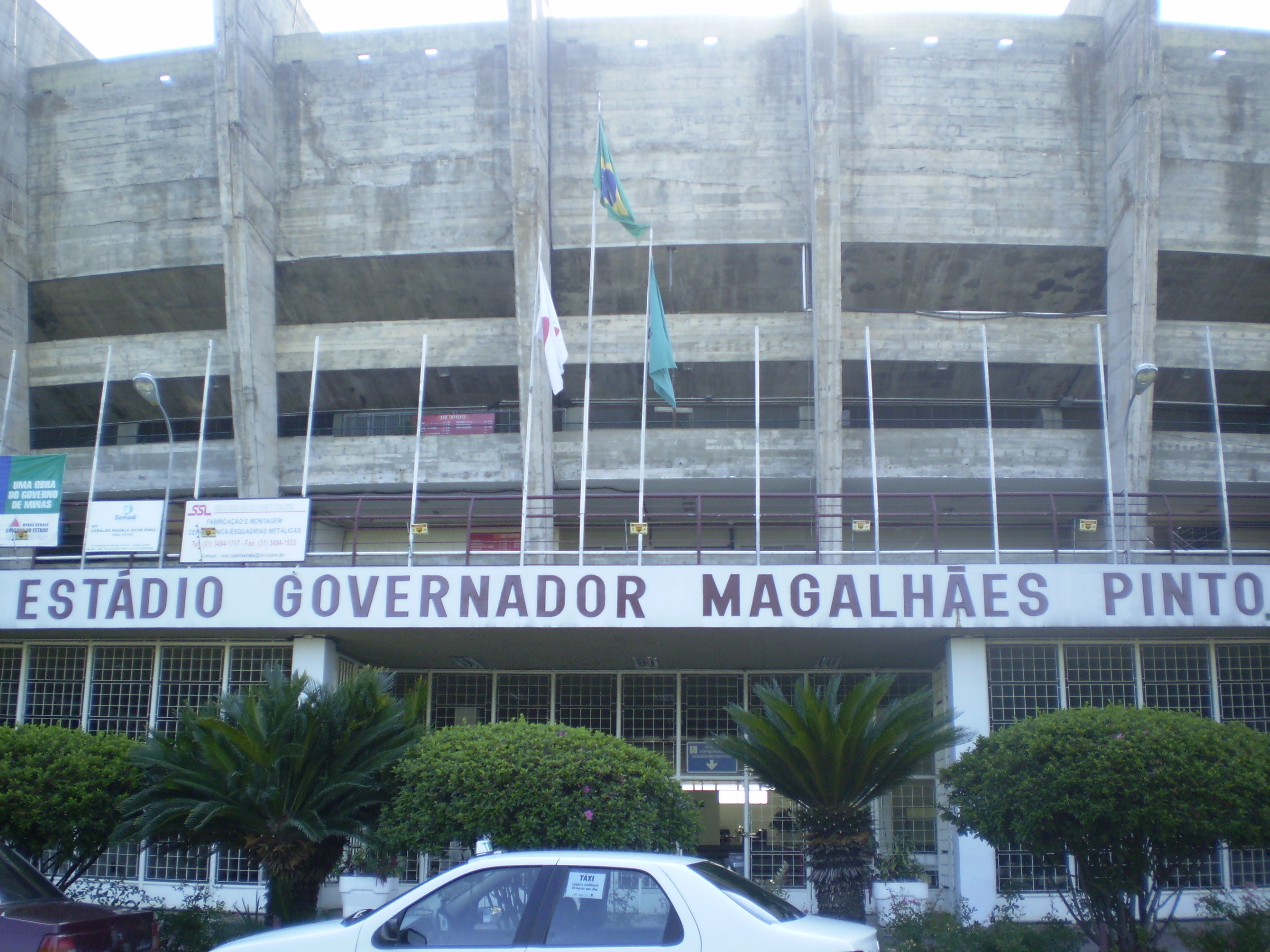
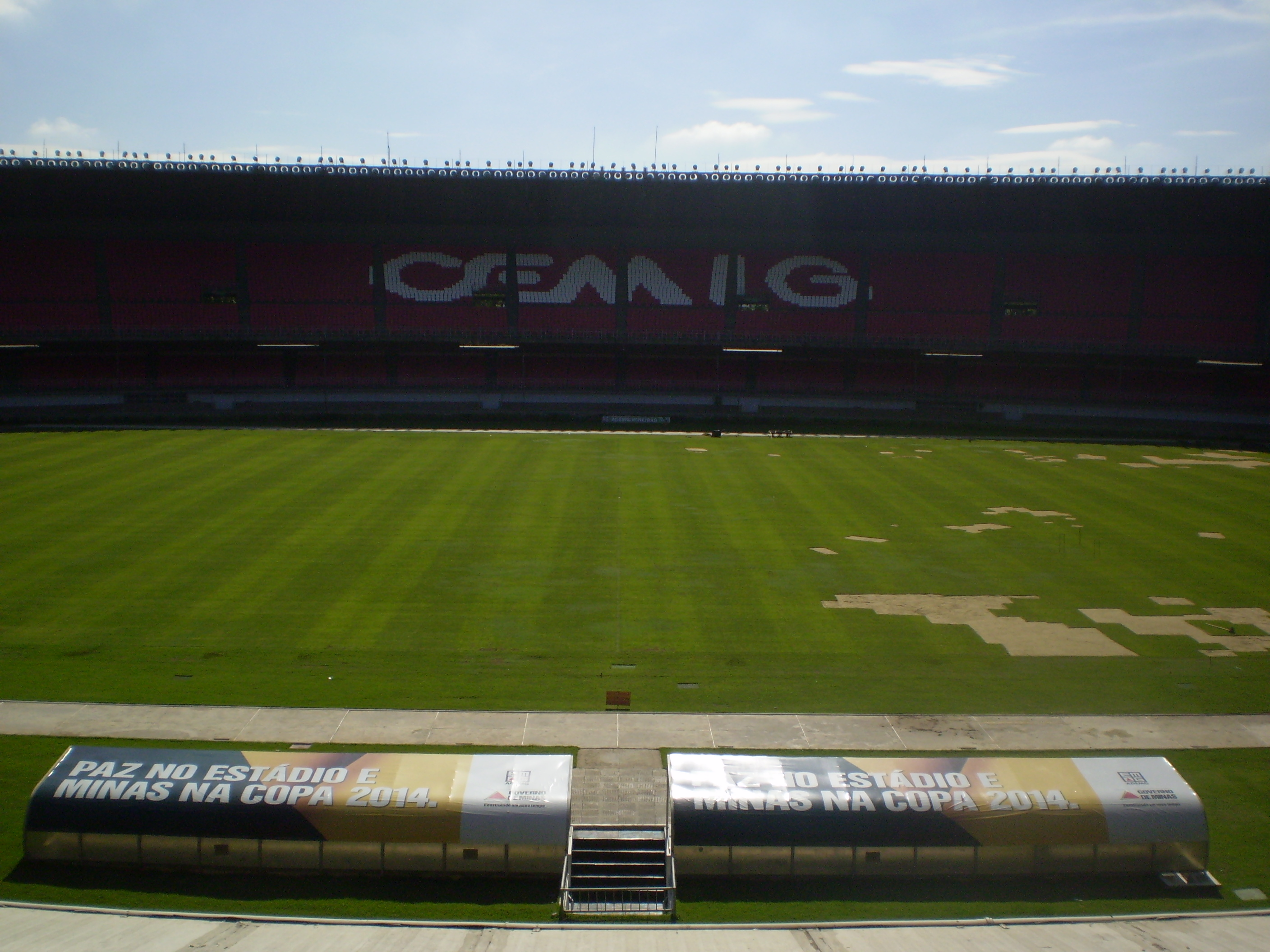
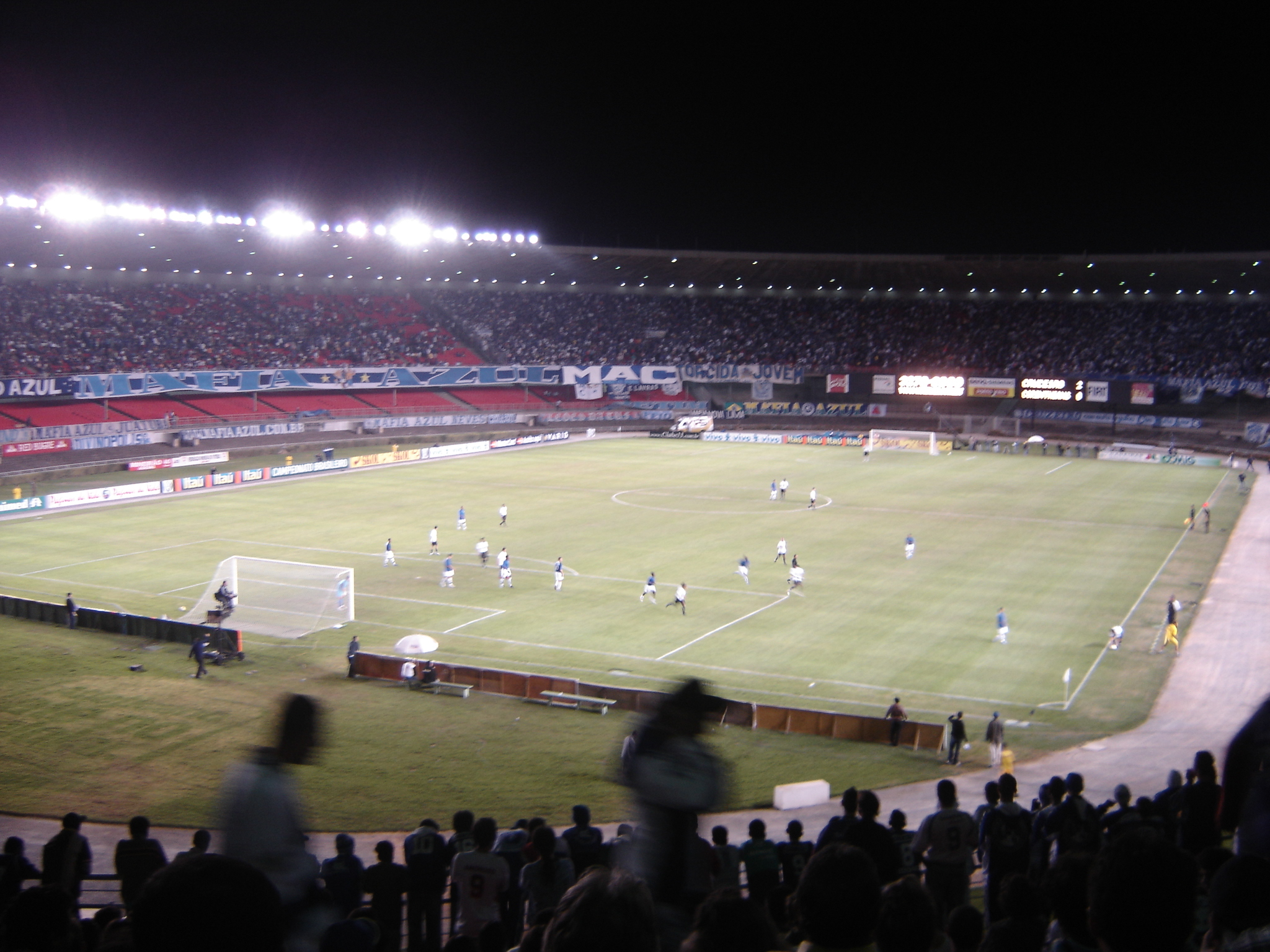
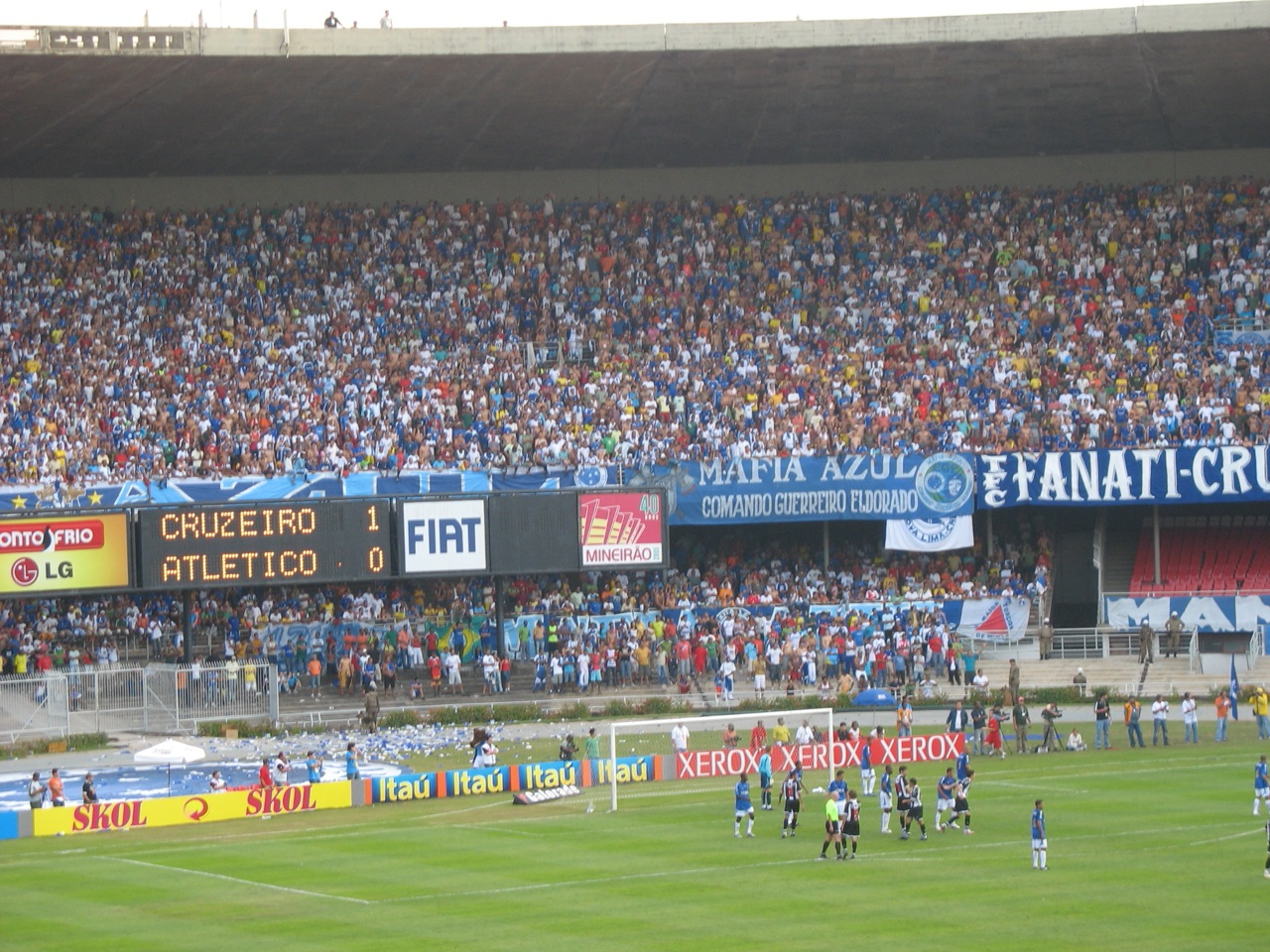
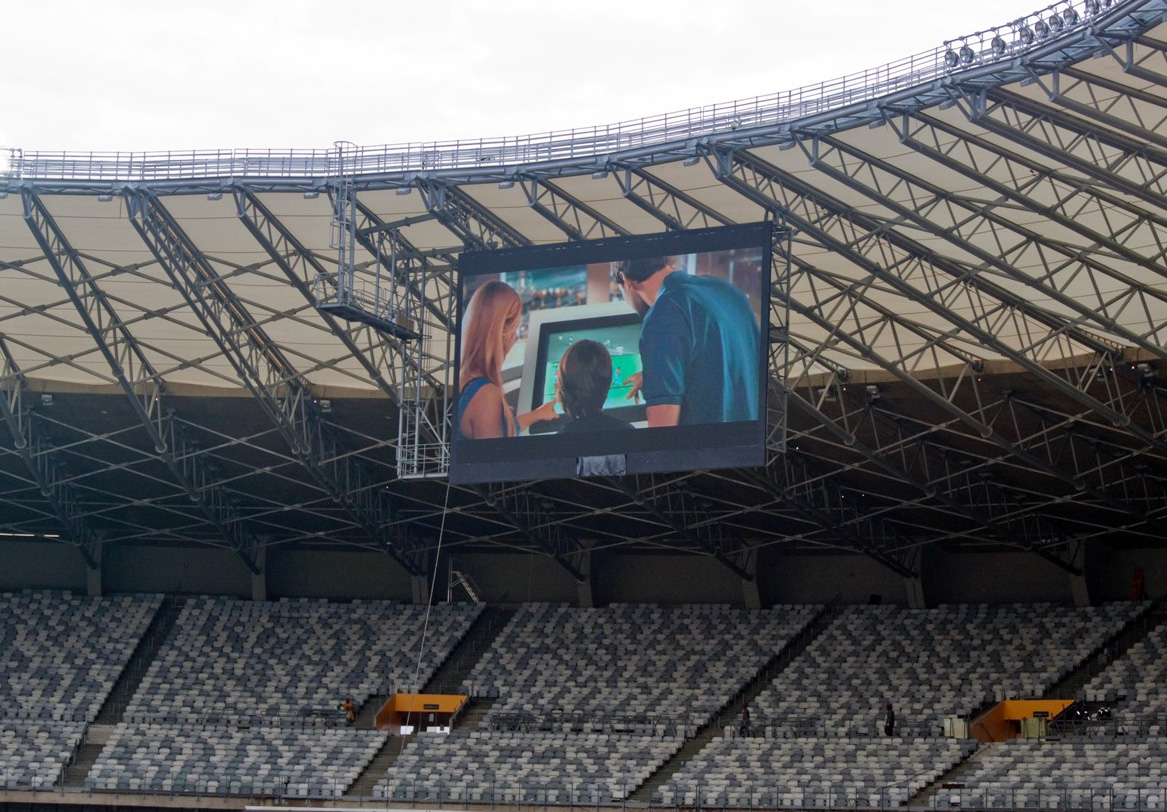
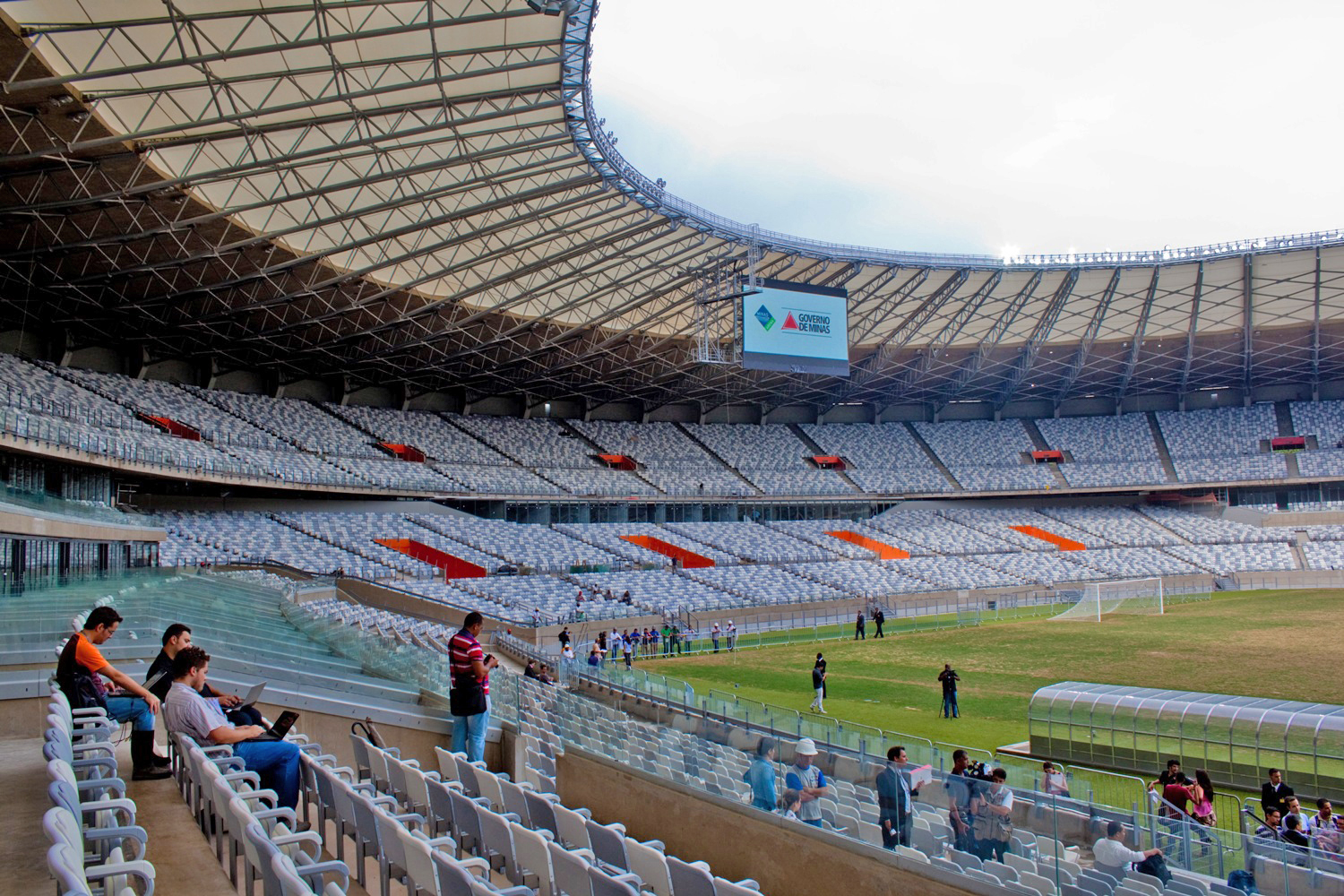

### Coupe du monde de football de 2014
| Date           | Heure (UTC-3) | Équipe 1   | Équipe 2   | Résultat             | Buteurs                                                   | Tour                | Affluence |
| -------------- | ------------- | ---------- | ---------- | -------------------- | --------------------------------------------------------- | ------------------- | --------- |
| 14 juin 2014   | 13:00         | Colombie   | Grèce      | 3 - 0                | Armero, Gutiérrez, Rodríguez                              | 1er tour, groupe C  | 57 174    |
| 17 juin 2014   | 13:00         | Belgique   | Algérie    | 2 - 1                | Fellaini, Mertens - Feghouli (SP)                         | 1er tour, groupe H  | 56 800    |
| 21 juin 2014   | 13:00         | Argentine  | Iran       | 1 - 0                | Messi                                                     | 1er tour, groupe F  | 57 698    |
| 24 juin 2014   | 13:00         | Costa Rica | Angleterre | 0 - 0                |                                                           | 1er tour, groupe D  | 57 823    |
| 28 juin 2014   | 13:00         | Brésil     | Chili      | 1 - 1 (3 - 2 t.a.b.) | D. Luiz - Sánchez                                         | Huitièmes de finale | 57 714    |
| 8 juillet 2014 | 17:00         | Brésil     | Allemagne  | 1 - 7                | Oscar - Müller, Klose, Kroos (X2), Khedira, Schürrle (X2) | Demi-finales        | 58 141    |